# Complément du nom
Pour les articles homonymes, voir CDN.
Le complément du nom (« CDN ») complète un nom commun.

## Dans les langues à déclinaisons
Dans les langues indo-européennes ayant conservé leurs déclinaisons, le cas le plus fréquemment employé pour remplir la fonction de complément du nom est le génitif.

### Allemand
- Das Gericht (le jugement); Das Ende des Gerichts : La fin du jugement
- Meine Kinder (mes enfants); Der Vater meiner Kinder : Le père de mes enfants

### Anglais
Le complément du nom peut suivre deux formes : sa plus ancienne (d'origine anglo-saxonne, c'est-à-dire germanique) est un génitif enchâssé entre le nom et son article :
- The king (le roi); the king's son [syncope de the kinges son ] : le fils du roi.

Dans sa forme plus récente, il n'y a plus de déclinaison et le complément suit le nom qu'il complète :
- The king (le roi); the son of the king : le fils du roi.

### Grec ancien
Le complément du nom peut aussi bien suivre le nom qu'il complète qu'être enchâssé entre celui-ci et son article
- ὁ ἥλιος (ho hēlios; le soleil); τὸ φῶς τοῦ ἡλίου (tò phōs toū hēlíou) = τὸ τοῦ ἡλίου φῶς (tò toū hēlíou phōs) : La lumière du soleil
- ἡ κόρη (hē kórē; la fille); ὁ αἴλουρος τῆς κόρης (ho aílouros tēs kórēs) = ὁ τῆς κόρης αἴλουρος (ho tēs kórēs aílouros) : Le chat de la fille
- τὰ τέκνα (tà tékna; les enfants); ὁ διδάσκαλος τῶν τέκνων (ho didáskalos tōn téknōn)  = ὁ τῶν τέκνων διδάσκαλος(ho tōn téknōn didáskalos) : Le maître des enfants

### Latin
- Ira (la colère); dies irae : Le jour de la colère
- Graeci (les Grecs); dux Graecorum : Le chef des Grecs
- Res (les choses); natura rerum : La nature des choses

### Russe
- крепкий (krépkij; solide), дом (dom; la maison); дверь крепкого дома (dver' krépkogo dóma) : La porte de la maison solide
- красная (krásnaja; rouge), лягушка (ljagús̆ka; la grenouille); яд красной лягушки (jad krásnoj ljagús̆ki) : Le venin de la grenouille rouge
- смелые (smélye; courageux), солдаты (soldáty; les soldats); оружие смелых солдатов (orúz̆ie smélyh soldátov) : L'arme des courageux soldats

## En français
En français, un nom peut être complété par diverses constructions :
- par un groupe adjectival ;
- par un groupe prépositionnel ;
- par un groupe nominal ;
- par un groupe participial ;
- par une proposition subordonnée relative.

Il est possible en général de produire le même sens via chacune des constructions. Certaines constructions seront plus concises mais trop ambiguës, tandis que d'autres seront plus précises, mais trop prolixes. Tout l'art de l'expression consiste à être aussi précis que possible avec le maximum de concision.
Par exemple :
- Un livre en chinois évoque certainement un livre qui est écrit en langue chinoise.
- Mais les filles du roi évoquent-elles  des filles dont le roi est le père ou bien des filles qui sont au service du roi ?

### Nom complété par ungroupe adjectival
Les compléments sont dans ce cas des adjectifs. 
Exemples :
- Une très belle rose bien blanche

### Nom complété par un groupe prépositionnel
Le complément du nom peut être un groupe prépositionnel, c’est-à-dire un syntagme (souvent un groupe nominal) introduit par une préposition.
Exemples :
- La très belle rose bien blanche de ma mère
- Les filles du roi.
- La ville de ma jeunesse.
- Un livre en chinois.
- Une cuillère à café.
- Un bonnet pour enfant.
- Une lampe-torche à manivelle.
- Le métro sans chauffeur.

Ces prépositions introductives indiquent un rapport de sens entre le complément et le nom complété, comme la possession, l'origine ou la matière,.. etc. Cela peut entraîner certaines nuances. Par exemple :
- Un verre à vin (indique un récipient destiné à recevoir du vin)
- Un verre de vin (indique un contenu de vin)

On dira donc j'ai bu un verre de vin et j'ai cassé un verre à vin.
Dans le cas d'une relation d'identité entre les deux éléments, on ne parlera pas d'un complément de nom mais d'une apposition. 
Exemple :
- la ville de Paris

Paris est ici une apposition car Paris et la ville sont une seule et même chose.

### Nom complété par un groupe nominal
Les compléments sont dans ce cas simplement juxtaposés au nom.
Exemples :
- La rue La Fayette

### Nom complété par un groupe participial
Les compléments sont dans ce cas introduits par un participe présent ou passé.
Exemples :
- Les produits provenant de ce lieu
- Un livre écrit en langue chinoise

### Nom complété par une subordonnée relative
Le complément est un groupe verbal introduit par un pronom relatif
Exemples :
- Les produits qui viennent de ce lieu.
- Un livre qui est écrit en langue chinoise.
- Une cuillère qui sert à doser le café.
- Cette chose dont je me sers.
- Cette femme que j'aime.

## En arabe standard
En arabe, le complément du nom est avant tout indiqué par sa place qui suit le nom complété. Le complément du nom est également théoriquement décliné au cas direct même si, en pratique, hormis les textes sacrés et les manuels scolaires où ces désinences peuvent être notées par des signes diacritiques, ceux-ci sont absents de l'écrit car ils sont censés être connus du lecteur. De même, les arabophones omettent souvent de prononcer les désinences des déclinaisons, surtout dans un contexte informel, si bien que c'est essentiellement par l'ordre des mots qu'on parvient à la distinguer.
Si le complément du nom est défini, celui-ci est alors pourvu de l'article défini أَل al, mais pas le nom complété qui le précède.
Si le complément du nom est indéfini, ni lui, ni le nom qu'il complète ne sont pourvus de l'article défini أَل al.
Par exemple: بَاب (bāb) : Porte et بَيْت (bayt) : Maison
- بَابُ ٱلْبَيْتِ (bābu al-bayti) : La porte de la maison. (litt. "Porte la maison"+désinence cas indirect défini)
- بِابُ بَيْتٍ (bābu baytin) : La porte d'une maison. (litt. "Porte maison"+désinence cas indirect défini)